# NGC 5251
NGC 5251 este o liner situată în constelația Boarul. A fost descoperită în 11 aprilie 1785 de către William Herschel.